# Michele Zezza di Zapponeta
Michele Zezza di Zapponeta (ur. 7 kwietnia 1850 w Neapolu, zm. 26 lipca 1927) – włoski duchowny katolicki, biskup pomocniczy Neapolu w latach 1891 – 1893 ze stolicą tytularną Calydon, biskup ordynariusz Pozzuoli w latach 1893 – 1919. Arcybiskup koudiator w latach 1919 – 1923 ze stolicą tytularną Ancyra. W roku 1923 arcybiskup Neapolu. W latach 1923 – 1927 tytularny łaciński patriarcha Konstantynopola i arcybiskup emerytowany Neapolu.

## Życiorys
Święcenia kapłańskie otrzymał 21 sierpnia 1872 roku. 1 czerwca 1891 roku papież Leon XIII mianował go biskupem pomocniczym Neapolu. Sakrę otrzymał 21 czerwca tegoż roku z rąk kardynała Rafaella Monaco La Valetty. 12 czerwca 1893 został przeniesiony na urząd biskupa ordynariusza Pozzuoli. Funkcję tę piastował do roku 1919, kiedy to 3 czerwca został mianowany arcybiskupem koudiatorem Neapolu. 4 kwietnia 1923, gdy umarł poprzedni ordynariusz tejże diecezji, Michele został metropolitą Neapolu. Ingres odbył 3 czerwca 1923. Arcybiskupem Neapolu pozostawał do 20 grudnia 1923, kiedy to papież Pius X przyjął jego rezygnację z tych obowiązków. Tego samego dnia mianował go tytularnym łacińskim patriarchą Konstantynopola. Zmarł w 1927 roku.